# Wald am Schoberpaß
Wald am Schoberpaß é um município da Áustria, situado no distrito de Leoben, na estado da Estíria. Tem 90,25 km² de área e sua população em 2019 foi estimada em 551 habitantes.